# 帕穆尔
帕穆尔（Pamur），是印度安得拉邦Prakasam县的一个城镇。总人口15178（2001年）。

## 人口
该地2001年总人口15178人，其中男性7766人，女性7412人；0—6岁人口2138人，其中男1092人，女1046人；识字率62.07%，其中男性为72.33%，女性为51.32%。